# Segesd
Segesd je vas na Madžarskem, ki upravno spada pod podregijo Nagyatádi Šomodske županije.